# کارل لندری
کارل لندری (انگلیسی: Carl Landry؛ زادهٔ ۱۹ سپتامبر ۱۹۸۳) بازیکن بسکتبال اهل ایالات متحده آمریکا است.
از باشگاه‌هایی که در آن بازی کرده‌است می‌توان به ساکرامنتو کینگز، فیلادلفیا سونتی‌سیکسرز، گلدن استیت واریرز، هیوستون راکتس، و نیو اورلینز پلیکانز اشاره کرد.